# Ivana Simeoni
Ivana Simeoni (Roccantica, 28 dicembre 1950) è una politica italiana.

## Biografia
Ex operatrice del 118, nel 2013 viene eletta senatrice della XVII legislatura della Repubblica Italiana nella circoscrizione Lazio per il Movimento 5 Stelle. Suo figlio, Cristian Iannuzzi, è eletto deputato, sempre per il M5S.
Il 22 dicembre 2014 si dimette da parlamentare assieme a suo figlio e a Giuseppe Vacciano, ma le dimissioni vengono respinte dal Senato (allo stesso modo, la Camera respinge le dimissioni del figlio). Aderisce quindi al Gruppo misto.